# Luigi Teresio Cavallo
Luigi Teresio Cavallo (Cuneo, 9 febbraio 1883 – Cuneo, 18 marzo 1957) è stato un politico italiano.

## Biografia
Nato a Cuneo il 9 febbraio 1883 da una famiglia originaria di Boves, undicesimo figlio di famiglia abbiente, esercitò la professione di avvocato nella città natale. Nel 1903 era stato nominato presidente del circolo cattolico "Sant'Andrea e Beato Angelo".
Iniziò in giovane età a interessarsi di politica, ricoprendo alcuni incarichi amministrativi, quale consigliere comunale e sindaco di Boves eletto nel 1910. Partecipò alla formazione del Partito Popolare Italiano a Cuneo, di cui fu primo presidente nel 1919; il suo studio in viale degli Angeli servì come prima sede del partito.
Allontanato dalla politica negli anni della dittatura fascista, nel dopoguerra aderì alla Democrazia Cristiana e venne eletto al consiglio comunale di Cuneo nel 1946. Assessore alle finanze per due anni, dal 1948 al 1951 fu sindaco della città, in sostituzione del dimissionario Antonio Toselli. Durante i tre anni, dovette gestire due emergenze alluvionali.
Morì a Cuneo il 18 marzo 1957.